# Агенция „Пътна инфраструктура“
Агенция „Пътна инфраструктура“ е специализирана агенция към Министерството на регионалното развитие и благоустройството.
По-важни дати от нейната история са:
- 1882 г. – с Княжески указ № 463 се създава Министерството на обществените сгради, земеделието и търговията, на чието подчинение са пътищата, като за министър е назначен ген. Леонид Соболев.
- 1885 г. – пътищата преминават към Министерството на финансите.
- На 19 ноември 1893 г. IV велико народно събрание учредява Министерството на обществените сгради, пътищата и съобщенията,
- След изменение на Търновската конституция, на 18 януари 1912 г. се създава Министерството на обществените сгради, пътищата и благоустройството.
- С Постановление № 922 от 24 декември 1952 г. на Министерския съвет се създава Главното управление на пътищата към Министерския съвет.
- На 1 февруари 1957 г. Главното управление на пътищата преминава към Министерството на комуналното стопанство и благоустройството и се преименува на Министерство на комуналното стопанство, благоустройството и пътищата.
- ГУП преминава към Министерството на транспорта. Това става с Разпореждане № 173 от 1 август 1973 г. на Министерския съвет.
- Считано от 8 август 2006 г. Изпълнителната агенция „Пътища“ (ИАП) се преобразува във Фонд „Републиканска пътна инфраструктура“ (ФРПИ) към Министерството на финансите, считано от 12 август 2006 г.
- На 8 август 2008 г. Фондът „Републиканска пътна инфраструктура“ е преобразуван в Националната агенция „Пътна инфраструктура“.
- Считано от 9 септември с въведените промени в Закона за пътищата, Националната агенция „Пътна инфраструктура“ е преименувана на Агенция „Пътна инфраструктура“.

Ръководството на АПИ се състои от тричленен Управителен съвет. За Председател на УС от 23 септември 2009 г. е назначен инж. Димитър Иванов. Членове на УС са инж. Клаус-Дитер Щоле и Божидар Йотов.
На 21 октомври 2009 г. инж. Димитър Иванов е освободен от длъжност и за Председател на УС е назначен Божидар Йотов.
На 24 февруари 2011 г. Божидар Ангелов Йотов си подава оставката като Председател на УС на АПИ.
Новият Председател на Управителния съвет на Агенция „Пътна инфраструктура“ инж. Сергей Михалев встъпва в длъжност на 25 февруари 2011 г.
Като Член на УС на агенцията мястото на Клаус-Дитер Щоле е заето от Николина Николова. Другият член на УС на АПИ е инж. Лазар Асенов Лазаров.